# Голухувский замок
Голухувский замок (пол. Zamek w Gołuchowie) — замок, расположенный в селе Голухув в гмине Голухув Плешевского повкта Великопольского воеводства в Польше.

## История
Замок был построен в 1550—1560 годах для воеводы бжесць-куявского Рафаила Лещинского. Сначала он был прямоугольным в плане многоэтажным каменным оборонительным сооружением в стиле раннего ренессанса, с башнями в каждом углу. Модернизация замка в 1600—1619 годах, которая заключалась в достройке жилого дома вблизи оригинального замка и соединении их крыльями, а также сооружении аркадной лоджии на входном фасаде, была заказана великим коронным канцлером, калишским воеводой Вацлавом Лещинским (сын Рафаила Лещинского, который унаследовал замок в 1592 году). В то время замок приобрел вид ренессансно-маньеристской магнатской резиденции.
В 1695 году род Лещинских продал Голухув Сушкам. В дальнейшем замок неоднократно менял владельцев (к их числу принадлежали Гуровсцы, Хлебовсцы, Свинарсцы, Сухожевсцы) и постепенно разрушался. В 1856 году (некоторые источники указывают 1853 год) польский аристократ Тит Дзялынский, в связи с предстоящей свадьбой своего сына Яна Канты с Изабеллой Чарторыйский (дочерью князя Адама Ежи Чарторыйского) приобрел то, что осталось в Голухeве, предполагая его в качестве будущей усадьбы молодожёнов.
Поскольку Ян Дзялынский финансировал и организовывал Январское восстание в Великопольше, крах восстания и заочный приговор, вынесенный ему прусской властью (снят лишь в 1871 году), заставили его эмигрировать. Чтобы уберечь Голухув от конфискации, Изабелла формально выкупила замок у Дзялынских (де факто замок был залогом займов, предоставленных Дзялынскому родом Чарторыйских). В течение 1875—1885 годов она произвела основательную перестройку и ремонт замка. Перестройка была сделана частично по эскизам французского реставратора Эжена Виолле-ле-Дюка, польского архитектора Зигмунта Горголевского. Автором финального проекта стал французский специалист Морис Август Ураду (фр.).
При перестройке отказались от восстановления старой части замка, что открыло вид на аркадный двор; установили, привезённые из Италии, Франции и Испании, а также репродуцированные на месте, мраморные камины, обрамления окон и мозаики. Таким образом, замок, не теряя своих ренессансных черт, приобрел романтический характер.
Оформляя интерьеры замка, Изабелла подчеркивала связи Голухува с родом Лещинских, размещая их герб — Веняву, часто с короной, во многих видимых местах, в том числе над каминами.
В перестроенном замке Изабелла разместила свою коллекцию произведений искусства и создала общедоступный музей. Сама Изабелла жила в соседней пристройке ( бывший винокурне).
После смерти Изабеллы в 1899 году имущество, превращенное в ординацию, унаследовал ее племянник, князь Витольд Чарторыйский. Голухув оставался во владении рода Чарторыйских вплоть до начала Второй мировой войны. Во время войны коллекции произведений искусства, которые находились в замке, были распылены, а замок частично разрушен. С 1951 года в замке снова функционирует музей.
В декабре 2016 года Фонд князей Чарторыйских продал замок государству.

## Парк
Замок окружает дендрологический парк, разбитый на 158 гектарах, который был спроектирован Адамом Кубашевским. Парк содержит множество экземпляров редких и экзотических деревьев, наиболее известным из которых является английский дуб «Ян» — дерево окружностью 540 см и высотой 25 м (на 2014 год). Также в парке находится мавзолей-могильная часовня (бывшая часовня святого Иоанна Крестителя), в которой покоится Изабелла Дзялынская.

## Замковый музей
Музей в замке был устроен еще во времена Изабеллы Дзялынской. Впрочем его коллекции была преимущественно вывезена во время Второй мировой войны.
С 1951 года в замке находится филиал Национального музея в Познани с экспозицией исторических интерьеров и произведений искусства. Галерея имеет в своих коллекциях произведения таких художников, как Франс Флорис («Тайная вечеря»), а также часть коллекции древнегреческих ваз, приобретенных Яном Дзялынским с раскопок в Ноли, Капуи и Неаполе (так называемые голухувские вазы).

## Галерея

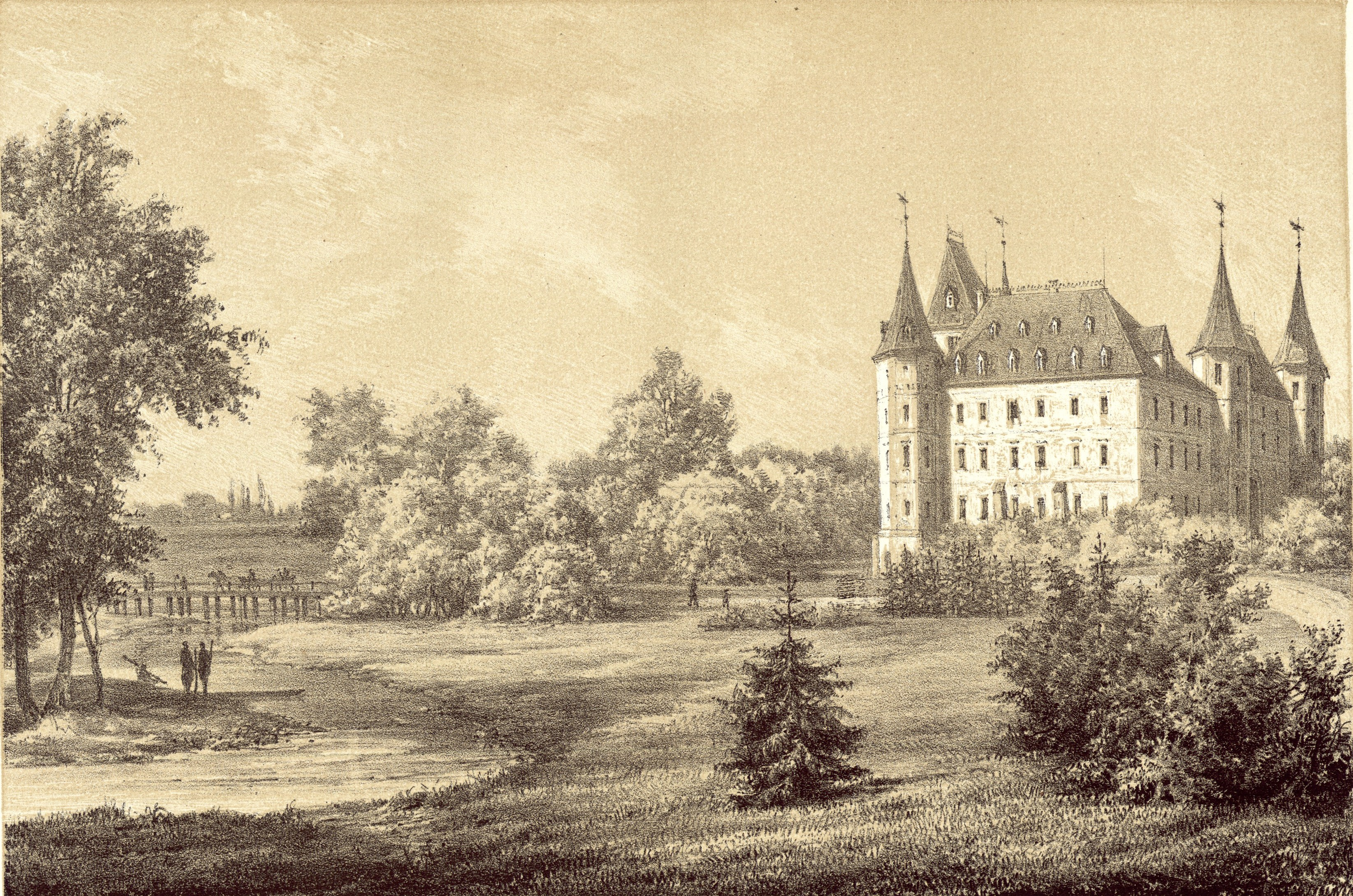
Замок на литографии Наполеона Орды, 1880
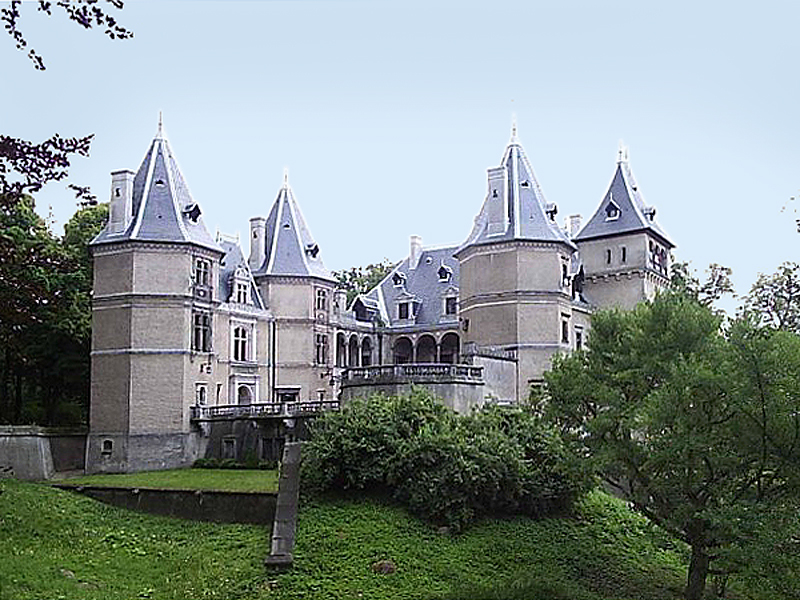
Вид замка с подзамка[что?]
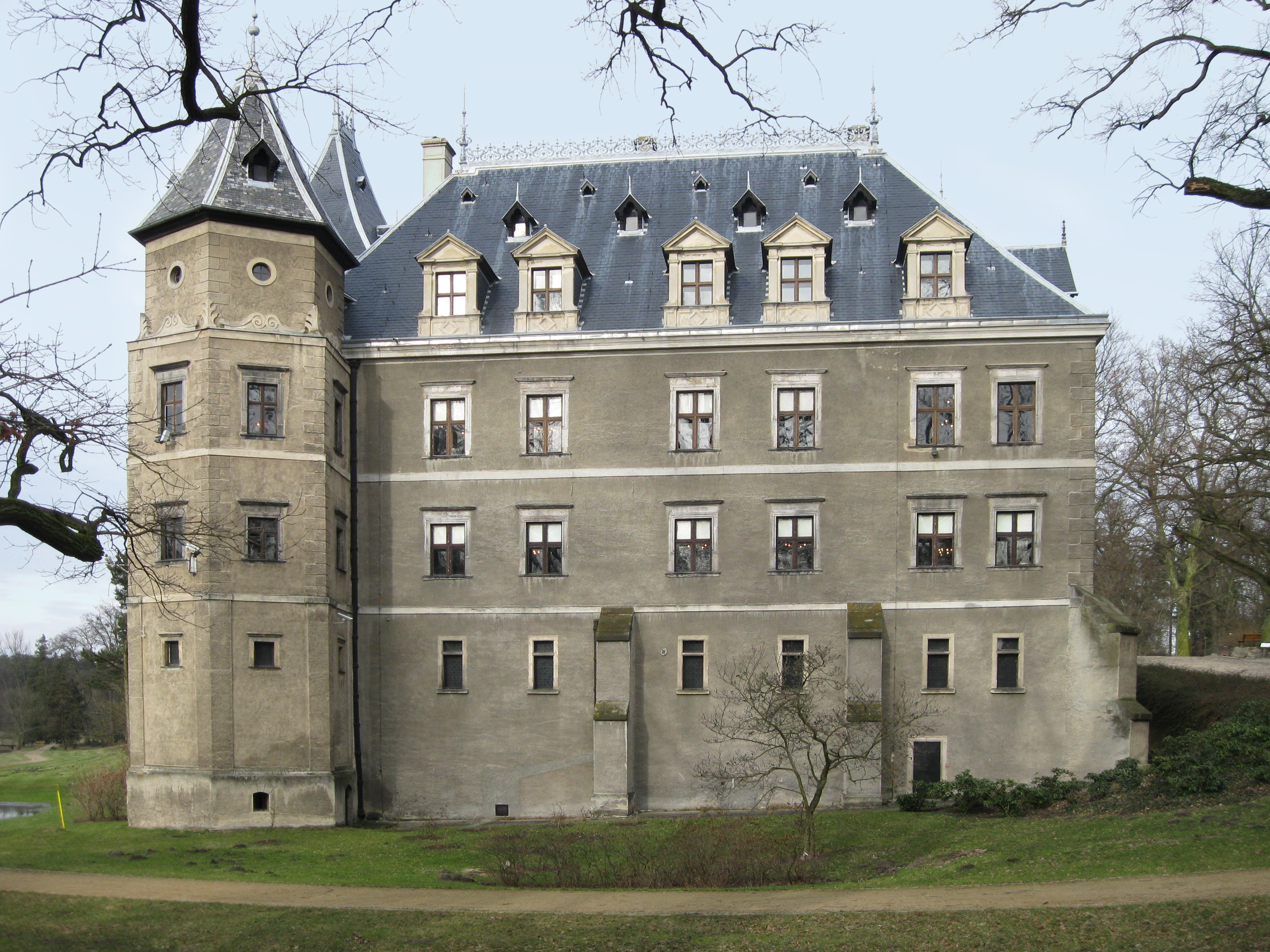
Вид замка с юга
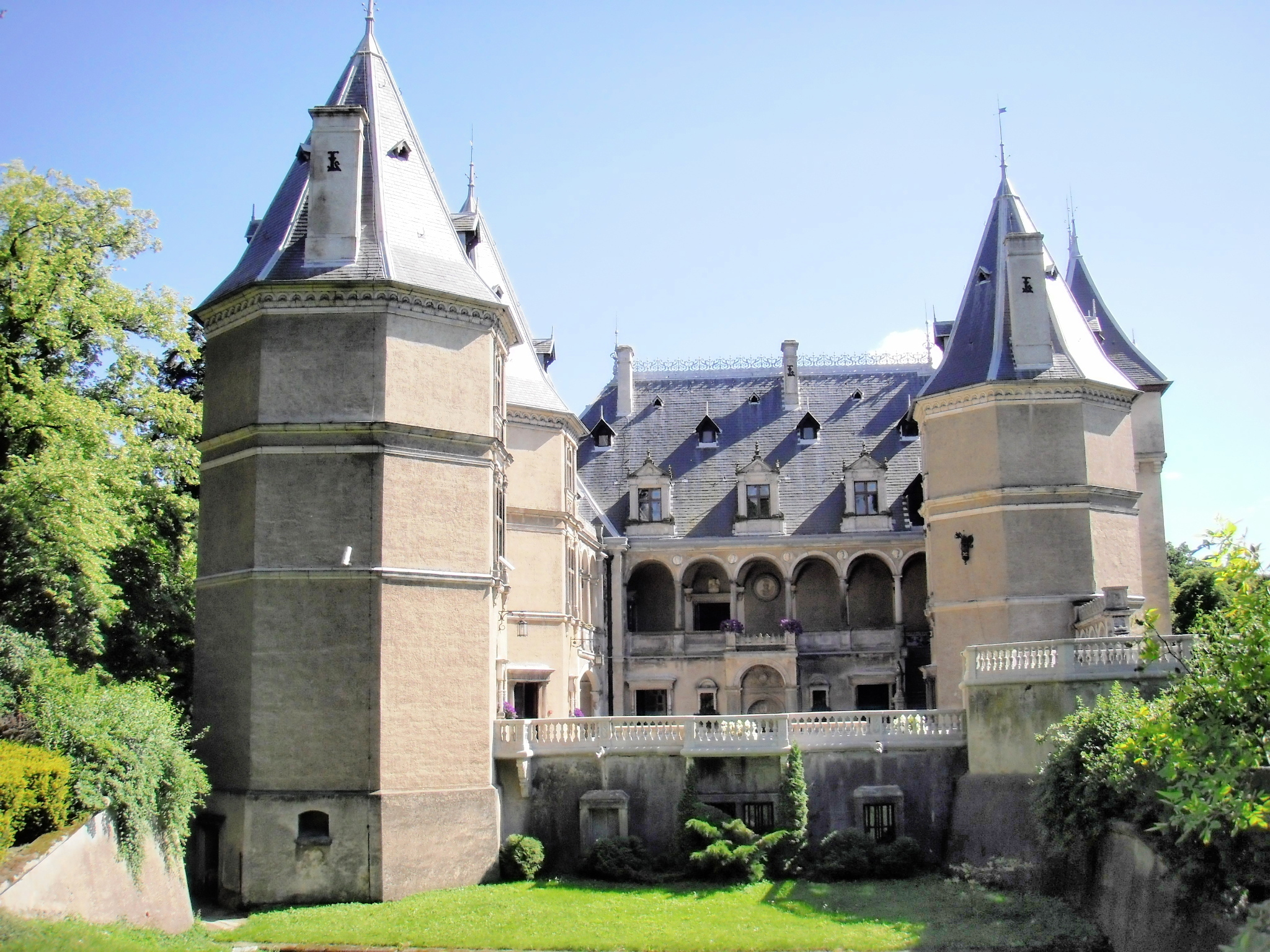
Вид замка с севера
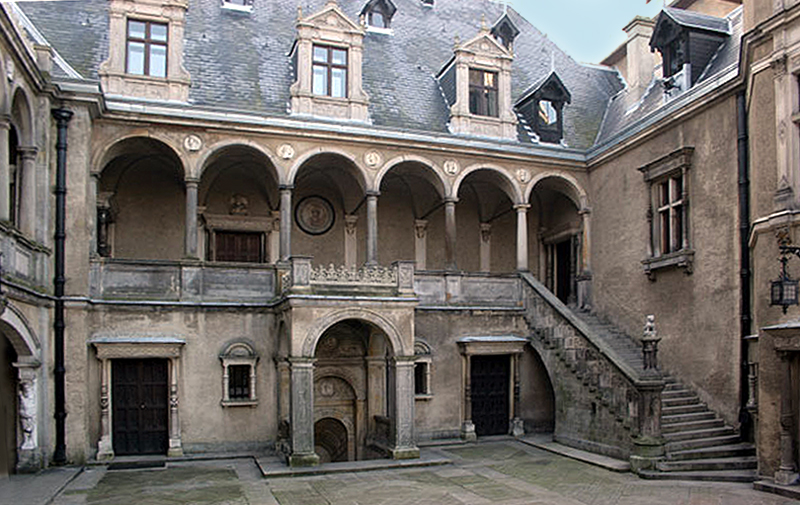
Замковый двор
Пристройка